# Nayemont-les-Fosses
Nayemont-les-Fosses è un comune francese di 776 abitanti situato nel dipartimento dei Vosgi nella regione del Grand Est.

## Storia

### Simboli
È rappresentato il massiccio dell'Ormont e la cima dello Spitzemberg.
Le fasce ondate rappresentano le numerose sorgenti dell'Ormont.
Il castello ricorda che il comune dipendeva dalla comunità dello Spitzemberg fino al 1788.

## Società

### Evoluzione demografica
Abitanti censiti